# Metalimnophila simplicis
Metalimnophila simplicis là một loài ruồi trong họ Limoniidae. Chúng phân bố ở miền Australasia.